# Seo-dong
Seo là một dong, hoặc vùng ngoại ô, ở Geumjeong-gu, Busan, Hàn Quốc.